# 光の4戦士 -ファイナルファンタジー外伝-
『光の4戦士 -ファイナルファンタジー外伝-』（ひかりのよんせんし ファイナルファンタジーがいでん、欧米版タイトル: Final Fantasy: The 4 Heroes of Light）は、2009年10月29日に日本のスクウェア・エニックスより発売されたニンテンドーDS用ロールプレイングゲーム。

## 概要
本作はファイナルファンタジーシリーズ（以下、FFシリーズ）の外伝的位置付けで、「古き良き時代のRPGを最新技術で創り出す」ことをコンセプトに開発されている。「ファイナルファンタジー外伝」の名が付けられたゲームソフトとしては、1991年のゲームボーイ用ソフト『聖剣伝説 〜ファイナルファンタジー外伝〜』以来となる。
マトリックスが開発を行い、DS版『ファイナルファンタジーIV』を手掛けた浅野智也と時田貴司がゲーム制作を担当。シナリオは小説家の紅玉いづき、キャラクターデザインは吉田明彦、音楽は水田直志が担当した。
要素としてはFFシリーズだけではなく、昼夜の移り変わりの概念や仲間を引き連れて歩くなど、同社のドラゴンクエストシリーズの要素が受け継がれている部分もある。音楽にはチップチューンアレンジ（ファミコン風の音）が取り入れられているほか、昼と夜の切り替わりでは音楽も途切れることなく切り替わる。

## システム

### フィールド
フィールドが大きな球体のように湾曲しており、昼と夜の時間の移り変わりが存在する。仲間を引き連れて移動する。

### 戦闘
戦闘はターン式で、選択した魔法やアビリティによって、キャラクターが自動で目標を選んで行動する。モンスターを倒すと「経験値」と「バトルポイント」、場合によっては装備やアイテム、「宝石」などが入手できる。全滅してもゲームオーバーにはならず、セーブポイントに戻され、クラウンが「すっぴん」以外の場合「宝石」が減る。
なお、今作では「にげる」が標準コマンドではなくアビリティ扱いである為、「にげる」もしくは「とんずら」のアビリティを持つジョブでないと逃げる事が不可能である。
経験値
敵を倒した時点で手に入り、経験値が貯まると、LVが上昇してステータスが上がる。
宝石
モンスターを倒すと「宝石」を落とすことがある。「宝石」は店に売って換金したり、「クラウン」や「装備」の強化に使うことができる。「宝石」は8種類あり、それぞれ価値や形が違う。売値が高い「宝石」になるほど入手する確率は低い。
バトルポイント
交換所でレアアイテムと交換できる。

### AP（アクションポイント）
各キャラクターは戦闘中に1ターンが経過するにつき「AP（アクションポイント）」が1つ貯まり、魔法やアビリティにそれぞれ設定されている「AP」を消費することによって行動する。「AP」は戦闘終了後も持ち越され、移動中に「AP」を消費して回復魔法などを使用することもできる。魔法やアビリティは、各キャラクターに設定されている6つのパネルコマンドにセットすることで使用することができる。戦闘の基本となるコマンドには消費ポイントが1に設定されている事が多い。

### クラウン
各職業を象徴した「クラウン」を頭に装備することによって、その職業の成長要素やアビリティを身につけることができる。たとえば白魔法使いのフードをかぶれば白魔法系の魔法を強化するアビリティが、ナイトの兜をかぶればナイトのアビリティを使うことができる。また「クラウン」は「宝石」を用いることで強化することができ、新たなアビリティを覚えることができる。キャラクター達の「クラウン」の組み合わせによっては、追加効果が発揮される。なお、「クラウン」未装備時は「すっぴん」になる。

### アイテム
1人につき15個まで所持できる。この中には装備品や魔法も含み、同じアイテムを複数持っていてもまとめられない。魔法は所持しているキャラのみ使用可能。
なお、宝石とイベント上の重要アイテムはこの中に含まない。

#### 装備
各キャラクターには「武器」「盾」「胴」「アクセサリ」の個所に装備を装着することができ、「武器」「盾」「胴」の装備は見た目に反映される。装備にはそれぞれ形の違う穴が複数空いており、全ての穴に形の合う「宝石」をはめ込むと強化され、装備名称の横に「+1」、「+2」と、強化回数に応じて数字がついていく。強化には上限が設定されているが、条件を満たすことで更に強化できるようになる。なお、クラウンによる装備品の制限はない。

### ランダムダンジョン
特定の条件を満たすことで挑戦できるようになるダンジョン。世界に4つあり、入る度に構造が自動生成される。階層を進める毎に敵が強くなっていくが、強力な装備を入手できる可能性がある。最深部にはボスが待ち構えている。

### マルチプレイ
通信機能によって、最大4人まで同時に協力プレイができる。育てたキャラから一人を選び、募集しているPTに参加したり、募集して相手のキャラと共に冒険することができる。

## ストーリー
村に住む少年ブランドは、ある朝、誕生日を迎える。今日はお城に初めて顔を出す日、そして大人と認められる日。ブランドが城を訪れると、なぜか困惑している王様。どうやらお姫様が、北の魔女にさらわれたという。そしてブランドは、お姫様を助けに行くことを決意する。

## 登場人物

### 旅の仲間
ブランド（Brandt）
本作の主人公の一人。ホルン国に住む14歳の少年。正義感は強いが大雑把な性格。ユニータの恋心を抱くような描写が度々あり、ユニータが想いをよせるキリンジュをライバル視している。動物時の姿はイヌ。
ユニータ（Yunita）
本作の主人公の一人。ホルン城の新米女兵士。真面目で神経質かつ真正直な性格のためウルペスで騙され無一文になった。常にアイレの事を気にかけている。物語終盤ではアイレの事を呼び捨てで呼ぶほど臣下としてではなく仲間としての絆が深まった。またキリンジュに恋心を抱いていたが破局した。動物時の姿はウサギ。
ジュスカ（Jusqua）
本作の主人公の一人。何事も物事を客観視し、分析するクールな少年。少々ツンデレ。ホルンではブラントのライバルだという噂が流れている。アイレとは犬猿の仲だが、物語のエンディングの際旅の途中猫になったアイレに普段とは違って優しくあたった事を指摘され動揺したり、なにかとアイレに対して恋心を抱くような描写が見られる。動物時の姿はニワトリ。
アイレ（Aire）
本作の主人公の一人。ホルン国の第2王女。明るく元気で退屈することが大嫌いであり好奇心旺盛だが、世間知らずでワガママであり彼女のせいでジュスカは何度も危機にあっている。だが、物語が進むにつれ仲間思いになった。またツンデレである。ジュスカとは犬猿の仲。先走りしがちなユニータを心配している模様。動物時の姿はネコ。

### その他の人物
ブランド達に一時的にスポット参戦するキャラクター等を示す。
クオレ（Kuore）
ブランドの母親。
ホルン王（King Horne）
ホルン国の王様。アイレの父親。
カリーノ（Carino）
ホルン国の第1王女。アイレの姉。
北の魔女ロウヒ（Witch of the North Louhi）
何らかの契約によってアイレをさらう魔女。
キリンジュ（Krinjh）
魔法剣士。大きなシャムシールを携えた青年。
トルテ（Torte）
賢者。ネズミに変えられてしまった大賢者志望の少年。
ドラゴン（Dragon）
ブランドを親と勘違いしているドラゴン。主人公達を背中に乗せて上空を移動できる。
リコッテ（Rekoteh）
踊り子。ロランの妹。インビディアに住むドラゴニア族の少女で、頭に大きなリボンがついている。
ロラン（Rolan）
勇者。かつて魔王を倒した英雄の末裔。人間不信に陥っている。
冒険家（Adventurer）
相棒のキツネを連れ、主人公の行く先々に現れる。話しかけるとセーブしてくれる。

## 世界

### 国
ホルン国（Horn）
自然に囲まれ、農業や牧畜が盛んな牧歌的な国。
エルバ国（Elva）
世界樹を中心に、うっそうと繁る植物によって守られている神秘的な国。
グーラ国（Gula）
呪いがかけられた影響で、誰も踏み入れることのできなくなった魔法国。
ウルペス国（Vulpes）
大きな塔を中心に、4つのエリアに分かれた商業都市。
インビディア国（Invidia）
雪に覆われた街などがある。
スペルビア国（Superbia）

## クラウン一覧
旅人（Wayfarer）
回復アイテムの効果が高まる。
商人（Merchant）
宝石のドロップ率が上がる。
白魔法使い（White Mage）
白魔法の消費APが-1。回復、補助系のアビリティを覚える。
黒魔法使い（Black Mage）
黒魔法の消費APが-1。
薬師（Salve-Maker）
APを消費せずにアイテムを使える。アイテムの調合などができる。
精霊使い（Elementalist）
特定の属性攻撃を軽減できる。
狩人（Ranger）
弓による攻撃が得意。
詩人（Bard）
竪琴の扱いに長け、歌で味方の補助ができる。
武道家（Fighter）
素手による攻撃が得意。
遊び人（Party Host）
気合が入りやすくなり、同時攻撃の威力が高くなる。
踊り子（Dancer）
APを貯めるのが得意。
魔法剣士（Spell Fencer）
武器に魔法を宿して戦う。
暗黒剣士（Dark Fencer）
自分の身を犠牲にした強力な攻撃ができる。
呪術師（Shaman）
闇魔法を得意とする。
道士（Monk）
生き返る度に強くなる。死者を操る。
勇者（Hero）
気合が上がりやすく、強力なアビリティを覚える。
学者（Scholar）
敵の弱体化を得意とする。
ナイト（Paladin）
とても打たれ強く、仲間を守るのが得意。
錬金術士（Alchemist）
アイテムによる攻撃が得意。
盗賊（Bandit）
アイテムを盗むのが得意。
獣使い（Beastmaster）
魔物を捕らえて操る。
音楽家（Musician）
音楽で味方を補助する。
針子（Seamstress）
針の扱いに長け、戦闘中装備品を強化する。
忍者（Ninja）
敵の攻撃をかわしやすく、移動中は魔物が出にくくなる。
賢者（Sage）
白、黒魔法のスペシャリスト。
語り部（Storyteller）
他のクラウンで覚えたアビリティを使うことができる。
記録士（Scribe）
ゲームのやりこみ度に応じて強くなっていく。

## 主要スタッフ
- プロデューサー - 浅野智也
- ディレクター - 時田貴司、籔田浩昭
- シナリオ - 紅玉いづき
- プログラムリーダー - 高柳新平
- キャラクターデザイン&アートディレクター - 吉田明彦
- グラフィックリーダー - 田村仁
- アートワーク - 宮本由香、政尾翼、藤野友美
- サウンドディレクター - 神谷智洋
- ミュージック - 水田直志
- ミュージックアレンジメント&シンセサイザーオペレート - 鈴木光人

## 攻略本
- SE-MOOK 光の4戦士 ファイナルファンタジー外伝 公式コンプリートガイド(ISBN 978-4-7575-2714-0)
- Vジャンプブックス 光の4戦士 ファイナルファンタジー外伝 ワールドナビゲーター(ISBN 978-4-08-779525-7)